# Adaílson Pereira Coelho
Adaílson Pereira Coelho (sinh ngày 28 tháng 3 năm 1986) là một cầu thủ bóng đá người Brasil.

## Sự nghiệp câu lạc bộ
Adaílson Pereira Coelho đã từng chơi cho FC Gifu và Tokyo Verdy.

## Thống kê câu lạc bộ

### J.League
| Đội         | Năm       | J.League | J.League | J.League Cup | J.League Cup | Tổng cộng | Tổng cộng |
| Đội         | Năm       | Trận     | Bàn      | Trận         | Bàn          | Trận      | Bàn       |
| ----------- | --------- | -------- | -------- | ------------ | ------------ | --------- | --------- |
| FC Gifu     | 2012      | 12       | 1        | -            | -            | 12        | 1         |
| Tokyo Verdy | 2014      | 2        | 0        | -            | -            | 2         | 0         |
| Tổng cộng   | Tổng cộng | 14       | 1        | 0            | 0            | 14        | 1         |